# 大森安仁子
大森 安仁子（おおもり あにこ、Annie Shepley Omori、1856年12月7日 - 1941年8月4日）は、アメリカ合衆国出身の芸術家・慈善活動家・翻訳家。その生涯の最初の50年間は、アニー・バロウズ・シェプリー (Annie Barrows Shepley) の名前で創作活動をした。夫は日本最初のオリンピックチーム監督となった大森兵蔵。

## 人物
1635年にイングランド王国のマンチェスターから渡米した移民が先祖である。
彼女はニューヨークではハリー・シドンズ・モウブレーのもとで、パリではアカデミー・ジュリアンのジュール・ジョゼフ・ルフェーブルとリュシアン・シモンのもとで学んだ。その後、彼女はニューヨークとコネチカット州にスタジオを設立した。そこでは彼女は肖像画家、児童書のイラストレーターとして活動した。
1907年、彼女は日本からの交換留学生だった20歳年下の大森兵蔵と結婚し、日本へ移住した。彼女は東京に貧しい人々に教育とレクリエーションの機会を提供する「有隣園」というセツルメント運動の施設を設立した。夫妻は日本の「遊び場運動（playground movement）」における指導者であった。1913年に兵蔵は死去するが、彼女はその後も中心的役割を果たし続けた。彼女はまた1920年に古代宮廷女性たちの日記を英語に翻訳した『Diaries of Court Ladies of Old Japan』を出版した。

## 芸術家として
彼女はニューヨークではハリー・シドンズ・モウブレーに学び、パリのアカデミー・ジュリアンではジュール・ジョゼフ・ルフェーブルとリュシアン・シモンのもとで学んだ。
彼女はニューヨークとのちにコネチカット州にスタジオを設立し、そこで肖像画家、児童書のイラストレーターとして活動した。
1893年、シカゴ万国博覧会が開催されると、彼女は博覧会会場である パレス・オブ・ファインアーツ(現在のシカゴ科学産業博物館)に作品Work and Playを 、The Wonderful Story を同博覧会会場女性館にそれぞれ展示した。そのほかの彼女の画業を代表する作品はPortrait of Artist's Niece (Rosamund Sargeant) とPortrait of a Young Womanである。
Portrait と Study of a Head は1896年12月から1897年3月まで例年のペンシルベニア美術アカデミーに展示された。
当時彼女はニューヨークの5番街96番地 (96 Fifth Avenue) に暮らしていた。1897年にはEchoと題した作品を  アートクラブ・オブ・フィラデルフィアに展示した。彼女の作品のおよそ1ダースほどが1905年にウィリアム・クローセン（William Clausen）所有のニューヨークの画廊で披露された。

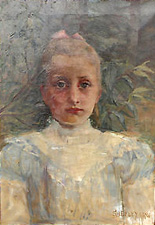
Annie Barrows Shepley, Portrait of Artist's Niece (Rosamund Sargeant)
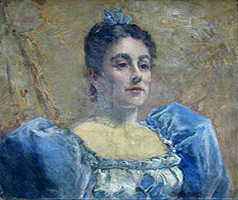
Annie Barrows Shepley, Portrait of a Young Woman

## 日本での活動
1907年10月、彼女は大森兵蔵と結婚した。兵蔵は1905年にスタンフォード大学を卒業し、YMCAの交換留学生としてマサチューセッツ州スプリングフィールドにやってきていた。
1908年に帰国した兵蔵は、日本にバスケットボールを紹介した。やがて兵蔵は福祉事業に献身するようになり、日本名で安仁子と名乗るようになっていた彼女は「細やかな上品さ、崇高な理想と学術的な見地とともに、幸福の要素すべてを見出した」人として描かれた。東京に、夫妻は「有隣園」というコミュニティセンターを設立し、子どもたちのためにドラマレッスンや「遊び場」を提供した。ここではまた裁縫、生け花、料理や手芸のコースを母親の会と人々に英語を話す機会同様に提供した。当初は、大森夫妻がクリスチャンである事実や共同教育プログラムが原因で抵抗にあったものの、やがてそれらの障壁を克服していった。1913年に夫・兵蔵は死去するが、安仁子は日本での「遊び場運動」の指導者となり、「有隣園」の経営を続けた。
彼女は1920年に『Diaries of Court Ladies of Old Japan』（「古き日本の宮廷女性の日記」の意）を出版した。この本は、『紫式部日記』、『和泉式部日記』、『更級日記』の翻訳を併せたものであった。この翻訳にはエイミー・ローウェルによる序文が付けられた。これより新しい翻訳は1982年の w:Richard Bowringによるものである。1922年に日本国籍を取得した。
彼女は関東大震災での奉仕活動で日本政府から表彰された。彼女は第二次世界大戦の最中の1941年に没した。夫・兵蔵と共に多磨霊園に葬られた。